# Leo Adde

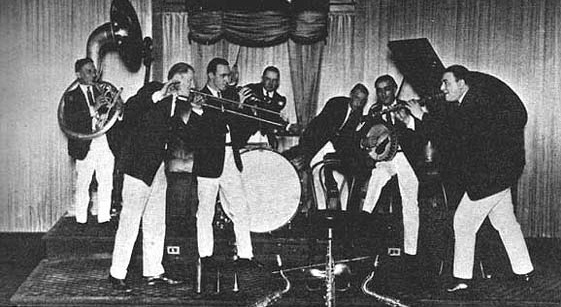
Leo Adde (Schlagzeug), Johnny Bayersdorffer (Dritter von links) und das Jazzola Novelty Orchestra in New Orleans (1922)

Leo Adde, auch Leon Adde, (* 21. April 1904 in New Orleans; † 1. März 1942 ebenda) war ein US-amerikanischer Jazz-Schlagzeuger.
Adde begann zunächst auf einer Zigarrenkiste Perkussion zu spielen; im Duo mit Raymond Burke trat er Mitte der 1910er Jahre in den Straßen von New Orleans auf. Adde wurde Anfang der 1920er Jahre Mitglied im Halfway House Orchestra unter Leitung von Abbie Brunies; Ende des Jahrzehnts spielte er in Johnny Miller's New Orleans Frolickers. Adde wirkte in den 1920er Jahren bei Aufnahmen von Johnny Bayersdorffer und der New Orleans Rhythm Kings mit.
In den 1930er Jahren spielte Adde mit den Melody Masters, die von Sharkey Bonano und Louis Primas Bruder Leon Prima geleitet wurden. Mit dem Ensemble zog  er nach New York City, wo sie gemeinsam als New Orleans Melody Masters spielten. Ende des Jahrzehnts nahm er mit den New Orleans Owls auf und kehrte nach New Orleans zurück, wo er 1942 starb.